# Мадагаскарская жёлтая цапля
Мадагаскарская жёлтая цапля (лат. Ardeola idae) — вид птиц из семейства цаплевых (Ardeidae). Чаще всего они встречаются на Сейшельских Островах, Мадагаскаре, и в странах восточного побережья Африки, таких как Кения, Танзания и Уганда. Популяция этого вида оценивается в 2—6 тыс. особей, 1,3—4 тыс. из которых достаточно взрослые для спаривания. Мадагаскарская жёлтая цапля была впервые описана в 1860 году немецким врачом и орнитологом Карлом Иоганном Густавом Хартлаубом.

## Природоохранный статус
За последние 30 лет природоохранный статус мадагаскарской жёлтой цапли резко изменился. В 1988 году этот вид был классифицирован как вид, близкий к уязвимому положению в соответствии с классификацией МСОП. В результате дальнейшего снижения численности населения природоохранный статус вида с 2004 года остаётся под угрозой исчезновения.